# Актас (Біржан-сала район)
Акта́с (каз. Ақтас) — село у складі району Біржан-сала Акмолинської області Казахстану. Входить до складу Єнбекшильдерського сільського округу.
Населення — 269 осіб (2021; 444 у 2009, 555 у 1999, 811 у 1989).
Національний склад станом на 1989 рік:
- казахи — 61 %.

До 2004 року село називалося Трудове, ще раніше — Енбекшильдерська.